# بردلی فاستر
بردلی فاستر (انگلیسی: Bradley Fewster؛ زادهٔ ۲۷ ژانویهٔ ۱۹۹۶) بازیکن فوتبال اهل بریتانیا است.
از باشگاه‌هایی که در آن بازی کرده‌است می‌توان به باشگاه فوتبال یورک سیتی، باشگاه فوتبال بلیث اسپارتانس، باشگاه فوتبال پرستون نورث اند، باشگاه فوتبال هارتل پول یونایتد، باشگاه فوتبال اسپنیمور تاون، و باشگاه فوتبال میدلزبرو اشاره کرد.
وی همچنین در تیم‌های ملی فوتبال England national under-16 football team، زیر ۱۷ سال انگلستان، زیر ۱۸ سال انگلستان، و زیر ۱۹ سال انگلستان بازی کرده‌است.